# 陶山隼
陶山 隼（すやま じゅん、1979年7月8日 - ）は、日本の歌手・作曲家・編曲家。代表作はV6の「GUILTY」、水樹奈々の「Astrogation」など。所属事務所はスコップ・ミュージック。提供するアーティストごとに作風は異なるが、リズム・アンド・ブルースを基軸とした楽曲が多いのが特徴。

## 略歴
宮城県仙台市出身。ジャズピアニストの父とジャズ歌手の母を持ち、音楽的に恵まれた環境に育つ。2000年に「PARADOX」でインディーズデビュー。アーティスト時代を経て2003年より、作曲家・編曲家としての活動を開始し、J-POP、アニメ、CM音楽などの楽曲提供を行いながら、新人のアーティストや作曲家を育成する音楽学校の代表も務めている。

## 主な楽曲提供（50音順）
- いぎなり東北産
  - [配信Single] I decided
    - 「I decided」（共作曲・編曲）
- 川嶋あい
  - [Best Album] シングルベスト
    - 「絶望と希望」（編曲）

  - [Single] ドアクロール
    - 「ドアクロール」（編曲）

  - 「絶望と希望」（編曲）
  - [Album] サンキュー！
    - 「smile and smile」（編曲）

  - [Album] 12個の歌
    - 「絶望と希望」（編曲）

  - [Single] 絶望と希望
    - 「絶望と希望」（編曲）
- 関ジャニ∞
  - [Single] 関風ファイティング
    - 「未来の向こうへ」（作曲）
- 楠木ともり
  - [Single] シンゲツ
    - 「シンゲツ」（共編曲）
- クリス・ハート
  - [Album] Song for You Ⅱ
    - 「ハッピーデイズ」（作曲）
- 酒井香奈子
  - [Single] NONSTOP!!!
    - 「NON STOP!!!」（作曲・編曲）
- Sizuk
  - 配信シングル「アディクションベール」
    - アディクションベール（編曲[1]）
- 柴咲コウ
  - [Album] Love Paranoia
    - 「nOw」（作曲）

  - [Album] 嬉々♥
    - 「サカナカナ」（作曲）
- ジャニーズWEST
  - 「2015 WEST 1st OVERTURE」（作曲）
- 田原俊彦
  - [Mini Album] アイ’MOTTO+MS005
    - 「ひとりぼっちにしないから」（編曲）
    - 「真夜中のワンコール」（編曲）

  - [Single] ジラシテ果実
    - 「ジラシテ果実」（編曲）
- 超特急
  - [Album]RING
    - 「Time Wave」（共作曲・編曲）

  - [Single] No More Cry[3rd Anniversary Special!!!!!!!!ver.]
    - 「Love again」（編曲）
- 東方神起
  - [Best Album] COMPLETE -SINGLE A-SIDE COLLECTION-
    - 「My Girlfriend (YUCHUN from 東方神起) 」（作曲・編曲）

  - [Single] Runaway/My Girlfriend
    - 「My Girlfriend (YUCHUN from 東方神起) 」（作曲・編曲）
- 藤澤ノリマサ
  - [Best Album] POP OPERA THEATER～5th Anniversary Best
    - 「魂のレクイエム」（共作曲・編曲）

  - [Single] 君に逢いたい/笑顔の理由
    - 「笑顔の理由」（共作曲・編曲）

  - [Single] Cross Heart
    - 「One More Time」（共作曲・編曲）
- 水樹奈々
  - [Single] エデン
    - 「No Limit」（作曲・編曲）

  - [Single] 禁断のレジスタンス
    - 「ドリームライダー」（編曲）

  - [Album] SUPERNAL LIBERTY
    - 「FATE」（作曲・編曲）

  - [Album] ROCKBOUND NEIGHBORS
    - 「約束」（編曲）

  - [Single] TIME SPACE EP
    - 「時空サファイア」（編曲）

  - [Album] THE MUSEUM II
    - 「Astrogation」（作曲・編曲）
    - 「PHANTOM MINDS」（編曲）
    - 「純潔パラドックス」（編曲）

  - [Single] 純潔パラドックス
    - 「純潔パラドックス」（編曲）

  - [Single] POP MASTER
    - 「UNBREAKABLE」（編曲）

  - [Album] IMPACT EXCITER
    - 「PHANTOM MINDS」（編曲）

  - [Single] Silent Bible
    - 「Polaris」（編曲）

  - [Single] PHANTOM MINDS
    - 「PHANTOM MINDS」（編曲）

  - [Album] ULTIMATE DIAMOND
    - 「Astrogation」（作曲・編曲）

  - [Single] STARCAMP EP
    - 「Astrogation」（作曲・編曲）
- AFTERSCHOOL
  - [Single] Lady Luck
    - 「Lady Luck」（編曲）
- BoA
  - [Album] THE FACE
    - 「BRAVE」（作曲）
- BRIGHT
  - [Single] I’ll be there
    - 「いつまでも… Happy Winter Version 」（作曲）

  - [Single] Brightest.e.p.02
    - 「いつまでも」（作曲）

  - [Mini Album] Brightest Star
    - 「オレンジ」（作曲）
- CHiYO
  - [Single] destiny
    - 「destiny」（作曲）
- EXILE ATSUSHI
  - [Album] Solo
    - 「Golden Smile feat.久保田利伸」（編曲）
- globe
  - [Album]  globe20th -SPECIAL COVER BEST-
    - 「Love again」/超特急（編曲）
- Hey! Say! JUMP
  - [Single] SUPER DELICATE
    - 「ワンダーランドトレイン」（作曲・編曲）
- L'Arc〜en〜Ciel
  - [Single] Don't be Afraid
    - 「Don't be Afraid」（共編曲）

  - [Single] FOREVER
    - 「FOREVER」（共編曲）

  - [Single] YOU GOTTA RUN
    - 「YOU GOTTA RUN」（共編曲）
- Mrs.GREEN APPLE
  - [Album] ENSEMBLE
    - 「WanteD! WanteD!」（Add.Synthesizer Programing）

  - [Single] 青と夏
    - 「点描の唄 (feat.井上苑子)」（Add.Synthesizer Programing）

  - [Single] ロマンチシズム
    - 「How-to」（Add.Synthesizer Programing）

  - [Album] Attitude
    - 「Ke-Mo Sah-Bee」「How-to」（Add.Synthesizer Programing）

  - [Album] ANTENNA
    - 「Blizzard」（共編曲）
- ODATOMO
  - [Single] 嗚呼、素晴らしき日々よ/Dream Last Train/木立を抜ける風のように
    - 「木立を抜ける風のように」（編曲）
- Run Girls, Run!
  - [Single] キラッとスタート
    - 「キラッとスタート」（編曲）
- SE7EN
  - [Album] DANGERMAN
    - 「We Need Is Love」（共作曲・編曲）
- SMAP
  - [Album] GIFT of SMAP
    - 「Just Go!」（編曲）
- TETSUYA
  - [Single] 愛されんだぁ I Surrender
    - 「愛されんだぁ I Surrender」（共編曲）

  - [Single] I WANNA BE WITH YOU
    - 「I WANNA BE WITH YOU」（共編曲）
    - 「READY FOR WARP」（共編曲）
    - 「FATE」（共編曲）
    - 「Eureka」（共編曲）

  - [Single] 白いチューリップ
    - 「白いチューリップ」（共編曲）

  - [Album] STEALTH
    - 「REGRET」（共編曲）
    - 「誰がために鐘は鳴る」（共編曲）
- U-KISS
  - [Album] Inside of Me
    - 「PASSAGE」（編曲）
    - 「One of You」（作曲・編曲）

  - [Single] One of You
    - 「One of You」（作曲・編曲）

  - [Album] A Shared Dream
    - 「We Set off!! 」（作曲）
    - 「Believe」（編曲）
- V6
  - [Single] only dreaming
    - 「only dreaming」（編曲）

  - [Album] READY?
    - 「GUILTY」（編曲）
    - 「蝶」（共編曲）
    - 「官尾」（編曲）

  - [Single] GUILTY
    - 「GUILTY」（編曲）

  - [Single] スピリット
    - 「どうかよろしく。」（編曲）

  - [DVD] VIBES
    - 「プールサイド・マーメイド」（編曲）

  - [Single] 蝶
    - 「蝶」（共編曲）
- YeLLOW Generation
  - [Single] 扉の向こうへ
    - 「君がいたから~eternal ways~」（作曲・編曲）

### CM音楽
- エステー
  - 自動でシュパッと消臭プラグ「シュパッとソング」篇（作曲・編曲・歌）
- P&G
  - パンテーン「謎のシャンプー」篇（共編曲）
- ヤクルト本社
  - ヤクルト400「世界に広がる」篇（共作曲・編曲）
- 大塚製薬
  - オロナミンCドリンク「新曲のプロモ???」篇（作曲・編曲）

### アニメ
- TIGER & BUNNY
  - The Rising-Theme for APOLLON（作曲・編曲）
  - 恋するヒロイン（編曲）
  - 嗚呼、HERO SUIT（編曲）
- それいけ!アンパンマン
  - ドレミファアンパンマン（共編曲）
  - ドレミがだいすき!ドレミ姫（共編曲）
- ソウルイーター
  - ブラック☆スター＆中務椿「マイ☆スター」（作曲）
- テニスの王子様
  - 菊丸英二キャラクターソング
    - 「フィーリングメーカー」（作曲・編曲）
    - 「Happy Goody」（作曲・編曲）
    - 「Fellows」（作曲・編曲）
    - 「my lover」（作曲・編曲）
    - 「ONE」（作曲）
- 遙かなる時空の中で
  - 「玉響のしずく」（作曲・編曲）
- プリンセス・プリンセス
  - 「微笑みをあげたい」（作曲・編曲）
- まじかるカナン
  - 「マジカルちょーだいっ」（編曲）